# Longitarsus fuscoaeneus
Longitarsus fuscoaeneus es una especie de insecto coleóptero de la familia Chrysomelidae. Fue descrita científicamente en 1849 por Redtenbacher.